# معدان بن طلحة اليعمري الكناني
معدان بن طلحة اليعمري الكناني تابعي جليل من رواة الحديث من أهل الشام.

## نسبه
- هو: معدان بن طلحة وقيل معدان بن أبي طلحة من بني يعمر الشداخ بن عوف بن كعب بن عامر بن ليث بن بكر بن عبد مناة بن كنانة بن خزيمة بن مدركة بن إلياس بن مضر بن نزار بن معد بن عدنان، اليعمري الكناني.

## روياته للحديث
روى عن ثوبان مولى رسول الله صلى الله عليه وسلم وعمر بن الخطاب وعمرو بن عبسة أبي نجيح السلمي وأبي الدرداء.
- روى عنه حفص بن عمر الأنصاري وسالم بن أبي الجعد والسائب بن حبيش الكلاعي والوليد بن هشام المعيطي وابنه يعيش بن الوليد بن هشام على خلاف فيه قال عباس الدوري عن يحيى بن معين أهل الشام يقولون بن طلحة وقتادة وهؤلاء يقولون بن أبي طلحة وأهل الشام أثبت فيه والله أعلم وقال المفضل بن غسان الغلابي عن يحيى بن معين معدان بن أبي طلحة يعمري بطن من كنانة ويقال بن طلحة.

## تزكيته
قال محمد بن سعد والعجلي ثقة وذكره بن حبان في كتاب الثقات روى له الجماعة سوى البخاري.